# Vlamboogoven

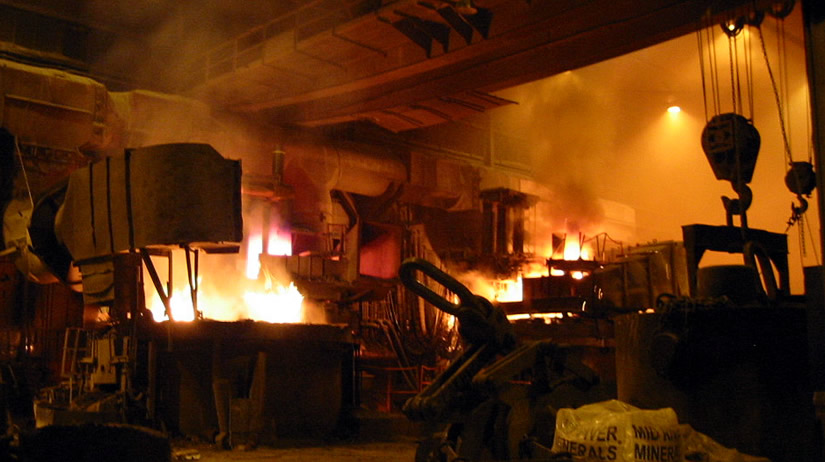
Staalfabriek met twee vlamboogovens

Schematische weergave van een oven met drie elektroden

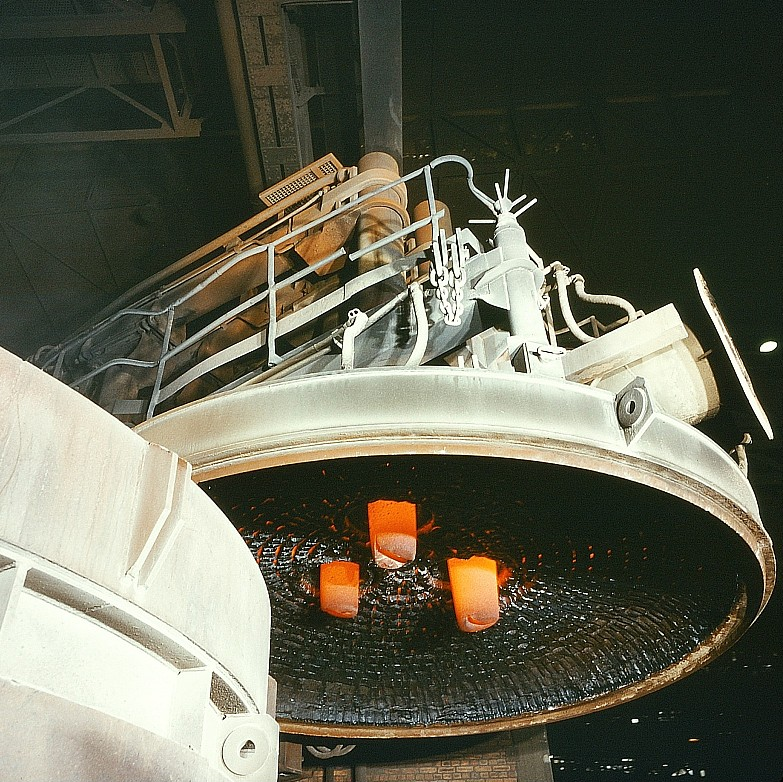
Deksel met roodgloeiende elektroden

Een vlamboogoven, ook wel elektrische boogoven of lichtboogoven genoemd, is een oven waarin het materiaal wordt opgewarmd door een vlamboog tussen de elektroden en het materiaal. De capaciteit van deze ovens varieert van enkele grammen op laboratoriumschaal tot 400 ton voor staalproductie.

## Toepassing
De voornaamste toepassing is in de staalindustrie, waar het gebruik sterk is toegenomen door de lage investeringskosten en de flexibele toepassing voor het produceren van verschillende, hoogwaardige staalsoorten. De oven kan werken met 100% schroot als grondstof. De oven is geen vervanger van de hoogoven, daar een hoogoven gebruikt wordt om van uitsluitend ijzererts ruwijzer te maken. Ook dit ruwijzer, of op een andere manier gereduceerd ijzer, kan in de vlamboogoven verder verwerkt worden tot staal. Nadelen van de vlamboogoven zijn het hoge geluidsniveau, de productie van stof en het energieverbruik. Een oven met een capaciteit van 35 ton (afsteekcharge) en een voedingsbron van 50 megawatt (MW) heeft een gemiddeld vermogen van +/- 25.000 kW. Moderne installaties beschikken over een geluidsdempende omkasting en een stofafzuiging om de nadelen te beperken.

## Werking
Het principe van de vlamboog kan vergeleken worden met het weerstandlassen van bijvoorbeeld staal. 
Er wordt gebruikgemaakt van een spanningsbron, gelijkspanning of 3-fase wisselspanning. In het geval van gelijkspanning wordt de elektrode verbonden met ene pool van de spanningsbron en de bodem van de oven met de andere pool. Bij wisselspanning worden de drie elektroden met de drie fasen verbonden. Door de elektrode(s) in contact te brengen met het materiaal ontstaat een kortsluitstroom van meerdere duizenden ampères. Zodra de elektrode(s) van het materiaal teruggetrokken wordt, of het materiaal afsmelt, ontstaat de vlamboog. Door de afstand tussen de elektrode(s) en het materiaal constant te houden, kan de vlamboog in stand gehouden worden.
In de vlamboog kan de temperatuur oplopen tot 7000 K (6726,85 °C). De regeling van de temperatuur is afhankelijk van de aangelegde spanning, de stroomsterkte en de afstand tussen het materiaal en de elektrode(s). Door de zeer hoge temperatuur en de goede regelmogelijkheid ervan kunnen vele soorten metaal in deze oven verwerkt worden.
Voor het produceren van hoogwaardige staalsoorten worden stoffen als wolfraam, molybdeen of vanadium aan het ijzer toegevoegd. Om deze stoffen in zuivere vorm te kunnen smelten en in een goede verbinding met het ijzer te kunnen brengen, is een zeer hoge temperatuur nodig. Dit is op laboratoriumschaal mogelijk in een vlamboogoven. Op productieschaal wordt gewerkt met ferrolegeringen, legeringen van ijzer met het gewenste metaal, die bij lagere temperaturen smelten.